# Rick Perry

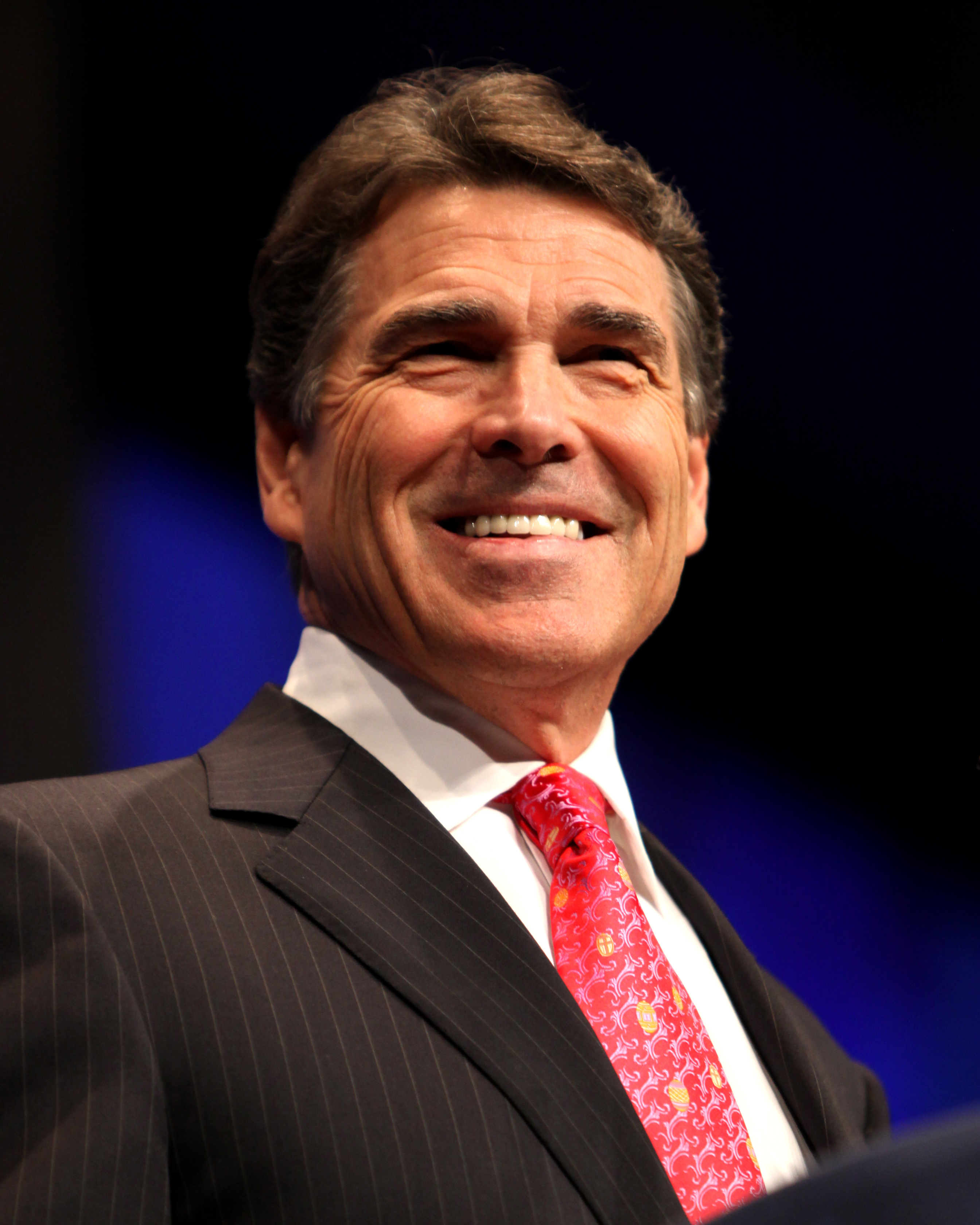
Rick Perry (únor 2012)

James Richard „Rick“ Perry (* 4. března 1950 Paint Creek, Texas) je americký politik, člen Republikánské strany a od 21. prosince 2000 do 20. ledna 2015 guvernér amerického státu Texas. V lednu 2017 byl nominován na funkci ministra energetiky USA ve vládě Donalda Trumpa a posléze do této funkce schválen Senátem USA.

## Osobní život
Kořeny jeho rodiny sahají až k původním obyvatelům Třinácti kolonií. Vyrůstal v rančerské rodině. Po ukončení vysoké školy několik let sloužil u amerického letectva U.S. Air Force, z které odešel v hodnosti kapitána.
Perry je absolventem Texas A&M University, je ženatý a má dvě děti. Vyznáním je metodista.

## Politická kariéra
Původně byl členem Demokratické strany, ale v roce 1990 přestoupil k republikánům. V roce 1988 podporoval prezidentskou kandidaturu demokratického kandidáta Ala Gorea. Ve funkci guvernéra nahradil George W. Bushe, který ji opustil, když byl zvolen prezidentem Spojených států amerických. Rick Perry, který byl od 19. ledna 1999 viceguvernérem, tak automaticky povýšil na guvernéra. Od té doby funkci třikrát obhájil ve volbách v letech 2002, 2006 a 2010, což je v historii Texasu unikátní a také byl nejdéle sloužícím ze současných amerických guvernérů.

## Kandidát na prezidenta Spojených států
Od srpna 2011 byl jedním z kandidátů v republikánských primárkách pro prezidentské volby v roce 2012. Po počáteční voličské podpoře měl několik nevydařených televizních debat a jeho podpora začala klesat. Dne 19. ledna 2012 se kandidatury vzdal ve prospěch Newta Gingriche. V předcházejících republikánských primárkách v roce 2008 naproti tomu doporučil volit sociálně liberálního republikána Rudyho Giulianiho. Měl v úmyslu kandidovat i pro prezidentské volby v roce 2016, avšak dne 12. září 2015 svou kampaň skončil pro nedostatek sponzorů a malé šance na úspěch.

## Názory
Perry zastává názor, že evoluce je jenom teorie, která má i své mezery. O globálním oteplování Perry říká, že vědci manipulují data a vytvářejí umělé ohrožení. Podle ekonoma Paula Krugmana je tento postoj v rozporu s vědeckým konsensem zahrnujícím 97–98 % vědců na tomto poli. Jan Macháček z týdeníku Respekt uvedl paralelu Perryho názorů s názory českého prezidenta Klause a jeho tajemníka Hájka. Perry je zastáncem otevřených hranic a masové imigrace do Spojených států. Podepsal též zákon proti zločinům z nenávisti, podobný jaký podepsal později Barack Obama, který zavedl zvýšené tresty za zločiny motivované předsudky vůči vymezeným skupinám obyvatel.